# Mehr Schein als Sein
Mehr Schein als Sein (Originaltitel: Keeping Up Appearances) ist eine britische Sitcom, die von der BBC 1990–1995 produziert wurde. Hauptperson dieser Serie ist die snobistische Hausfrau Hyacinth Bucket (von ihr ausgesprochen „Bouquet“), die in jeder Folge versucht, ihre Mitmenschen mit allen Mitteln zu beeindrucken, um so ihren sozialen Status zu verbessern. Entwickelt und geschrieben wurde die Serie von Roy Clarke.

## Hintergrund
Zu der Figur der Hyacinth Bucket wurde der Drehbuchautor durch einen realen Herrn Bottom (deutsch: ‘Hintern’, ‘Po’) inspiriert, der seinen Nachnamen durch die Aussprache „Botome“ bewusst verfremdete.
Die Serie wurde zum ersten Mal im Oktober 1990 gesendet und stellte sich schnell als großer Erfolg heraus. Insgesamt wurden 5 Staffeln mit insgesamt 40 Folgen und 4 Specials produziert. Auch in den USA, Kanada und Australien fand das Publikum Gefallen an der Serie und sie erlangte auch dort Kultstatus und wird bis heute gesendet. Das ZDF strahlte die Serie freitags im Abendprogramm aus, allerdings konnte das Format in Deutschland keinen Erfolg verbuchen. Durch die Synchronisation ging der größte Teil des Humors verloren und das ZDF setzte die Serie aufgrund niedriger Quoten nach 6 Folgen wieder ab.
1996 wurde die Serie eingestellt, da Patricia Routledge die Serie auf eigenen Wunsch verließ, um sich anderen Projekten zu widmen. Clive Swift berichtete, dass Routledge befürchtete, dem Publikum nur noch in der Rolle der Hyacinth Bucket in Erinnerung zu bleiben. Routledge spielte nach der Serie eine Hobbydetektivin ähnlich wie Angela Lansbury in Mord ist ihr Hobby und konnte auch in dieser Rolle einen Erfolg verbuchen.

## Handlung
Hyacinth Bucket – nach ihrer Meinung wird der Nachname „Bouquet“ (französisch für „Blumenstrauß“) ausgesprochen; „Bucket“ heißt im Englischen hingegen schlicht „Eimer“ – ist eine Hausfrau im fortgeschrittenen Alter, die mit ihrem Mann, dem Beamten und späteren Frührentner Richard, in einem Haus in einer nicht näher benannten Kleinstadt lebt.
Hyacinth versucht mit allen Mitteln, in der Gemeinde sozial aufzusteigen und ihre Mitmenschen mit ihrer vermeintlichen Weltgewandtheit und Eleganz zu beeindrucken. Allerdings gelingt ihr das nur bedingt; meistens erntet sie durch ihre teils absurden Aktionen nur Kopfschütteln bei ihren Mitmenschen. Einige ergreifen bei ihrem Anblick sogar regelmäßig die Flucht, darunter der Postbote und der Pfarrer.
Besondere Leidtragende sind ihre Nachbarin Elizabeth und deren bei ihr lebender Bruder Emmett. Die bodenständige Elizabeth wird von der stets übermächtig agierenden Hyacinth immer wieder überrannt und in die absurden Aktionen mit hineingezogen. Zunächst ist Elizabeth deswegen stets ein Nervenbündel, doch im weiteren Verlauf der Serie gewinnt sie an Selbstsicherheit. Die vollkommen talentfreie Hyacinth versucht nämlich, den Musiklehrer und Chorleiter Emmett immer wieder von ihren „Qualitäten“ als Sängerin zu überzeugen. Emmett wird dadurch seinerseits zum Nervenbündel, wodurch sich die Situation für Elizabeth entspannt, so dass diese Hyacinth gegenüber allmählich eine gewisse Gelassenheit aufbauen kann, die allerdings immer wieder erschüttert wird.
Hyacinth, eine klassische Narzisstin, versucht, alles (meist allein in ihren Augen) „Gewöhnliche“, „Abstoßende“ und „Vulgäre“ aus ihrem Leben zu verbannen. Sie selbst stammt aus ärmeren Verhältnissen, daher hat ihre Verwandtschaft keinen Platz in ihrem Leben. Nur widerstrebend begibt sie sich in die Gesellschaft ihrer Schwestern, der ständig Liebesromane lesenden Daisy und der männerhungrigen Rose sowie ihres Schwagers, des Langzeitarbeitslosen Onslow, und ihres senilen Vaters. Die einzigen Verwandten, mit denen sich Hyacinth brüstet, sind ihre jüngere Schwester Violet, die den vermögenden Bruce geheiratet hat, und ihr Sohn Sheridan, der nach Hyacinths Meinung hochgebildet ist.
Die Folgen enden jeweils mit dem völligen Scheitern von Hyacinths Aktionen und dem daraus resultierenden Chaos.

## Besetzung
Hauptfiguren
- Patricia Routledge: Hyacinth Bucket
- Clive Swift: Richard Bucket, ihr Ehemann
- Judy Cornwell: Daisy, Schwester von Hyacinth aus der Arbeiterklasse
- Geoffrey Hughes: Onslow, Daisys Ehemann
- Shirley Stelfox (Staffel 1) und Mary Millar (Staffel 2 bis 5): Rose Walton, Schwester von Hyacinth
- Josephine Tewson: Elizabeth 'Liz' Warden, die Nachbarin der Buckets
- David Griffin (ab Staffel 2): Emmet Hawksworth, Musiker und Bruder von Elizabeth, der bei ihr einzieht

Wiederkehrende Nebenfiguren
- George Webb: Daddy, der Vater von Hyacinth
- Jeremy Gittins: Michael, der Pfarrer
- Marion Barron: Frau des Pfarrers
- Anna Dawson: Violet, die wohlhabende Schwester von Hyacinth (tritt nur in Staffel 5 persönlich auf)
- John Evitts: Bruce, der Ehemann von Violet (tritt nur in Staffel 5 persönlich auf)

### Synchronisation
In der deutschen Fassung sprachen u. a. Renate Danz als Hyacinth, Dieter Okras als Richard und Evelyn Meyka als Daisy.

## Trivia
- Hyacinths Sohn Sheridan tritt nie selbst in Erscheinung, aber er hat eine wichtige Rolle in der Serie. Sheridan meldet sich bei seinen Eltern regelmäßig, wenn er Geld braucht, und Hyacinth traktiert ihr Umfeld mit Anekdoten und Fotoalben aus Sheridans Kindheit. Es wird zwar nie direkt ausgesprochen, jedoch wird aufgrund der Erzählungen dem Zuschauer klar, dass Sheridan homosexuell ist, was allen außer Hyacinth bewusst ist.

- Ähnlich wie Sheridan war auch Hyacinths jüngere Schwester Violet nur durch Telefonate mit ihrer Schwester Teil der Handlung. In der finalen Staffel tritt sie regelmäßig in Erscheinung.

- Queen Mum war großer Fan der Serie und Patricia Routledge wurde während der Laufzeit der Serie zum Officer of the British Empire ernannt.[1]

- Folgen der Serie wurden nachträglich den verstorbenen Hauptdarstellern Mary Millar, George Webb und Geoffrey Hughes gewidmet.

- 2010 adaptierte Roy Clarke die Serie für die Bühne. Das Stück tourte erfolgreich durch Großbritannien.

- 2015 verkündete der Sender BBC, dass er mehrere Spin-offs erfolgreicher Sitcoms in Auftrag gegeben hatte, so auch von Mehr Schein als Sein. Roy Clarke war wieder für das Drehbuch verantwortlich. Das 30-minütige Special Young Hyacinth dreht sich um die 19-jährige Hyacinth (gespielt von Kerry Howard) und erschien 2016.